# Karl Josef Witt
Karl Josef Witt (* 23. Mai 1951 in Bühl) ist ein deutscher Bauingenieur für Grundbau und Bodenmechanik und Professor an der Bauhaus-Universität Weimar.

## Leben
Witt ging im Geschäft seines Vaters in die Fliesenleger-Lehre und studierte 1973 bis 1979 Bauingenieurwesen (Vertiefung Bodenmechanik und Grundbau) an der TH Karlsruhe. Nach dem Diplom war er wissenschaftlicher Angestellter am Institut für Bodenmechanik und Felsmechanik bei Gerd Gudehus und wurde 1986 bei Josef Brauns promoviert. Nach der Promotion war er im Ingenieurbüro Björnsen in Koblenz und wurde 1990 Partner im Erdbaulaboratorium von Hans Kusenbach in Koblenz (danach Kusenbach + Witt und später Witt & Jehle Geotechnik). 1998 wurde er Professor an der Bauhausuniversität Weimar. 2007 gründete er ein Ingenieurbüro Witt + Partner in Weimar und Hannover.
Er befasst sich viel mit Umweltgeotechnik und war Obmann des Arbeitskreises Geotechnik der Deponiebauwerke der Deutschen Gesellschaft für Geotechnik (DGGT). Von 2011 bis 2014 war er stellvertretender Leiter der Sektion Umweltgeotechnik der DGGT. Neben dem Deponiebau befasst er sich mit innerer Erosion, hydraulischem Grundbruch, Böschungssicherung, Bodenverbesserung und Sicherheit im Erd- und Grundbau.
2010 wurde er stellvertretender Vorsitzender der DGGT. Zu seinen ehrenamtlichen Aktivitäten zählt auch sein Engagement beim ITVA.
Er ist als Nachfolger von Ulrich Smoltczyk Herausgeber der 7. Auflage des Grundbau-Taschenbuchs.

## Veröffentlichungen (Auswahl)
- Mit Jens Köditz und Anja Damaschke: Untersuchung der Eignung von Mischbindemitteln für Bodenverfestigungen, Bremen : Fachverlag NW in der Carl-Schünemann-Verlags-GmbH, 2014, ISBN 978-3-95606-065-6
- Mit Rolf Katzenbach und Herbert Klapperich: 5. Symposium Umweltgeotechnik : Weimar 2011, Weimar : Verlag der Bauhaus-Universität, 2011, ISBN 978-3-86068-477-1
- Filtrationsverhalten und Bemessung von Erdstoff-Filtern, Karlsruhe : Institut für Bodenmechanik und Felsmechanik der Universität Fridericiana, 1986
- Als Herausgeber: Grundbau-Taschenbuch: Teil 3, Gründungen und geotechnische Bauwerke, Wilhelm Ernst & Sohn, 2007, ISBN 978-3-433-01846-0
- Als Herausgeber: Grundbau-Taschenbuch: Teil 2, Geotechnische Verfahren, Wilhelm Ernst & Sohn, 2018, ISBN 978-3-433-03152-0
- Als Herausgeber: Grundbau-Taschenbuch: Teil 1, Geotechnische Grundlagen, Wilhelm Ernst & Sohn, 2017, ISBN 978-3-433-03151-3